# Środa Śląska
Środa Śląska (niem. Neumarkt in Schlesien, cz. Slezská Středa) – miasto w województwie dolnośląskim, w powiecie średzkim, którego jest siedzibą, siedziba gminy miejsko-wiejskiej Środa Śląska.
W latach 1975–1998 miasto administracyjnie należało do woj. wrocławskiego, obecnie jest jednym z miast aglomeracji wrocławskiej. Według danych GUS z 1 stycznia 2023 r. miasto liczyło 9552 mieszkańców (401. miejsce w kraju). Powierzchnia wynosi 14,94 km² (410. miejsce w kraju), natomiast gęstość zaludnienia wynosi 639,4 osób/1 km².

## Nazwa

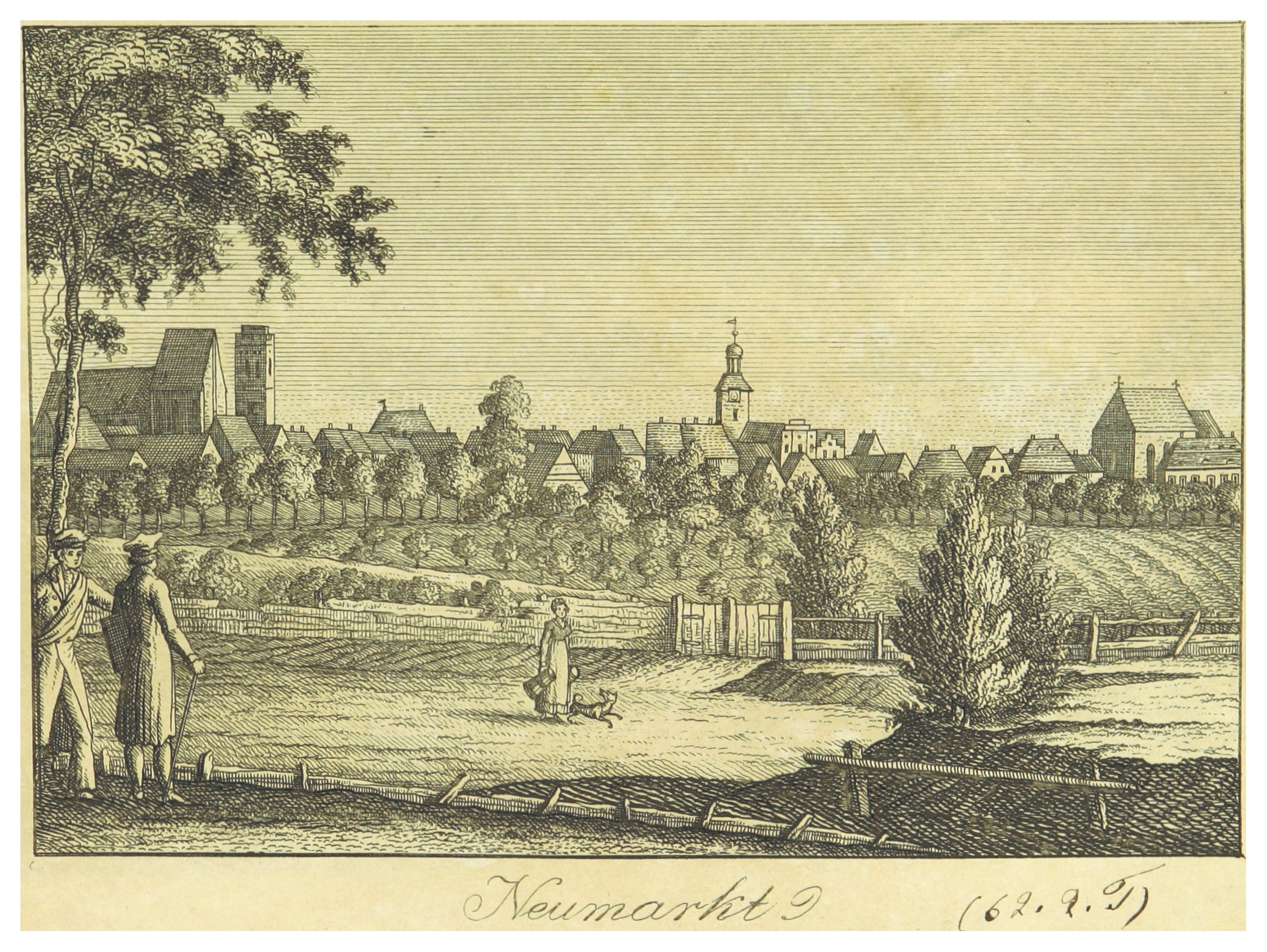
Środa Śląska, 1819 r.

W 1223 roku wymieniono Środę w dokumencie dotyczącym lokacji wsi biskupich: quo utitur Novum Forum ducis Henrici, quod Szroda dicitur. W księdze łacińskiej Liber fundationis episcopatus Vratislaviensis (pol. Księga uposażeń biskupstwa wrocławskiego), spisanej za czasów biskupa Henryka z Wierzbna w latach 1295–1305, miejscowość wymieniona jest w łacińskiej formie Novumforum. Kronika wymienia również wieś, która została wchłonięta przez miasto Bielany pod dawniejszą nazwą Slota glowa (Złota głowa). W roku 1613 śląski regionalista i historyk Mikołaj Henel z Prudnika wymienił miejscowość w swoim dziele o geografii Śląska pt. Silesiographia podając jej łacińskie nazwy: Novoforum, Neimarcum.
Niemiecka nazwa oznacza nowy targ (niem. Neumarkt), natomiast polska wskazuje na to, że targ odbywał się w środy. Niemiecki językoznawca Heinrich Adamy swoim dziele o nazwach miejscowości na Śląsku wydanym w 1888 roku we Wrocławiu wymienia nazwę miasta Sroda zanotowaną w dokumencie z 1208 roku, podając jej znaczenie Mittwochmarkt (im Burgflecken) oznaczającą „targi odbywające się w środy na dziedzińcu zamkowym”.
Polską nazwę Nowy Targ oraz niemiecką Neumarkt w książce „Krótki rys jeografii Szląska dla nauki początkowej” wydanej w Głogówku w 1847 wymienił śląski pisarz Józef Lompa.
Obecna nazwa została administracyjnie zatwierdzona 7 maja 1946.

## Położenie
Środa Śląska historycznie leży na Dolnym Śląsku, na Nizinie Śląskiej. Miasto znajduje się na wysokości od 103 do 144 m n.p.m.
Przez miasto przepływa rzeka Średzka Woda, lewy dopływ Odry.
Według danych z 1 stycznia 2011 r. powierzchnia miasta wynosiła 14,94 km².

## Historia
Środa Śląska rozwinęła się jako osada targowa położona na dawnym szlaku handlowym, nazywana była Nowym Targiem (niem. Neumarkt). Około 1210 Henryk I Brodaty osadził tu na prawie flamandzkim kolonistów z krajów niemieckich. Przed 1214 otrzymała magdeburskie prawo miejskie, które po wielu zmianach i modyfikacjach stało się tzw. prawem średzkim, przyjętym przez wiele miast. W 1231 zmarł tu na wygnaniu Władysław III Laskonogi, książę wielkopolski i krakowski. Do XIII w. miasto należało do księstwa wrocławskiego. Książę legnicki Bolesław II Rogatka zwany Łysym włączył w 1245 Środę Śląską do księstwa legnickiego, w murach kościoła św. Andrzeja Apostoła w 1248 z polecenia księcia legnickiego Bolesława II Rogatki spalono 500 mieszczan za sprzyjanie Henrykowi III Białemu. W XIII w. miasto było centrum handlu solą na Śląsku, rozwijało się też tkactwo. W tym okresie istniał również szpital dla trędowatych. W XIV w. miasto weszło w skład księstwa świdnickiego, a następnie od 1392 pod panowanie Czech. Około 1465 urodził się tu Wawrzyniec Korwin, pierwszy polski geograf. W XV w. nastąpił rozwój uprawy winorośli, a następnie browarnictwa i winiarstwa. W 1526 miasto dostało się pod panowanie Habsburgów, było wówczas jednym ze śląskich ośrodków anabaptyzmu. Podczas wojny trzydziestoletniej (1618–1648) w 1632 miasto zajęły i zniszczyły wojska saskie, następnie zostało zdobyte przez Szwedów i na rozkaz mjr. Stalhaussa w 1640 spalone. W XVIII w. powstała manufaktura tabaczna, w 1742 Środa Śląska znalazła się w państwie pruskim. Od 1844 połączenie kolejowe z Legnicą i Wrocławiem, od drugiej połowy XIX w. lokalny ośrodek gospodarczy. Podczas II wojny światowej funkcjonowały dwa jenieckie oddziały robocze obozu w Zgorzelcu. W styczniu 1945 na terenie rzeźni miejskiej przy ulicy Malczyckiej hitlerowcy dokonali egzekucji 93 więźniów (w tym 56 Polaków) obozu Dyhrenfurth w Brzegu Dolnym, których pędzono w marszu śmierci do obozu macierzystego Gross Rosen. Podczas walk 9 lutego 1945 zniszczone w 30%. W czasach Polski Ludowej stało się lokalnym centrum handlowo-usługowym, działała tu fabryka mebli, kafli i materiałów budowlanych. W 1985 i 1988 odkryto w mieście skarb średzki.

## Zabytki

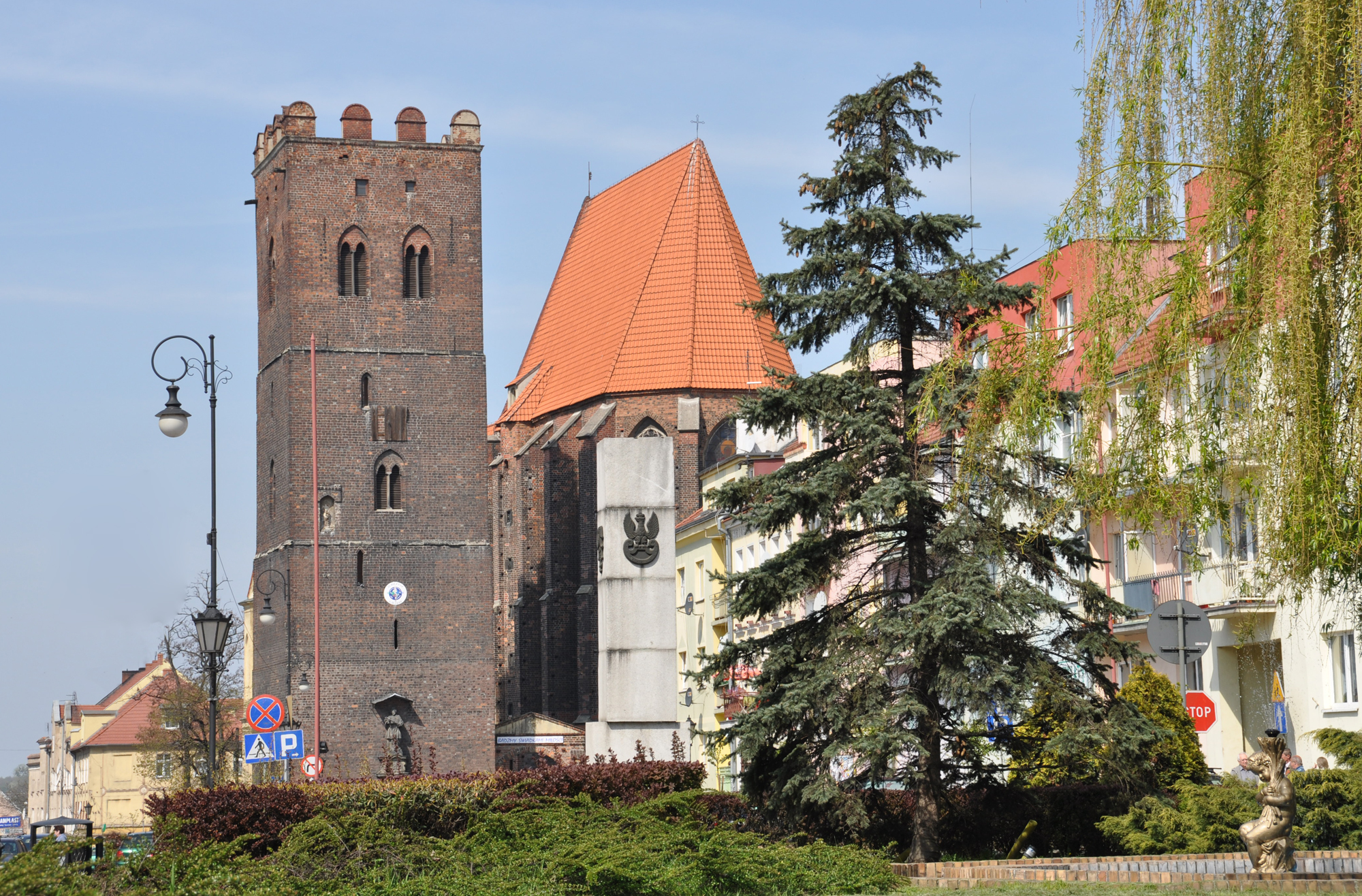
Kościół pw. św. Andrzeja (XIII w., 1388 r., 1670 r., 1830 r.)

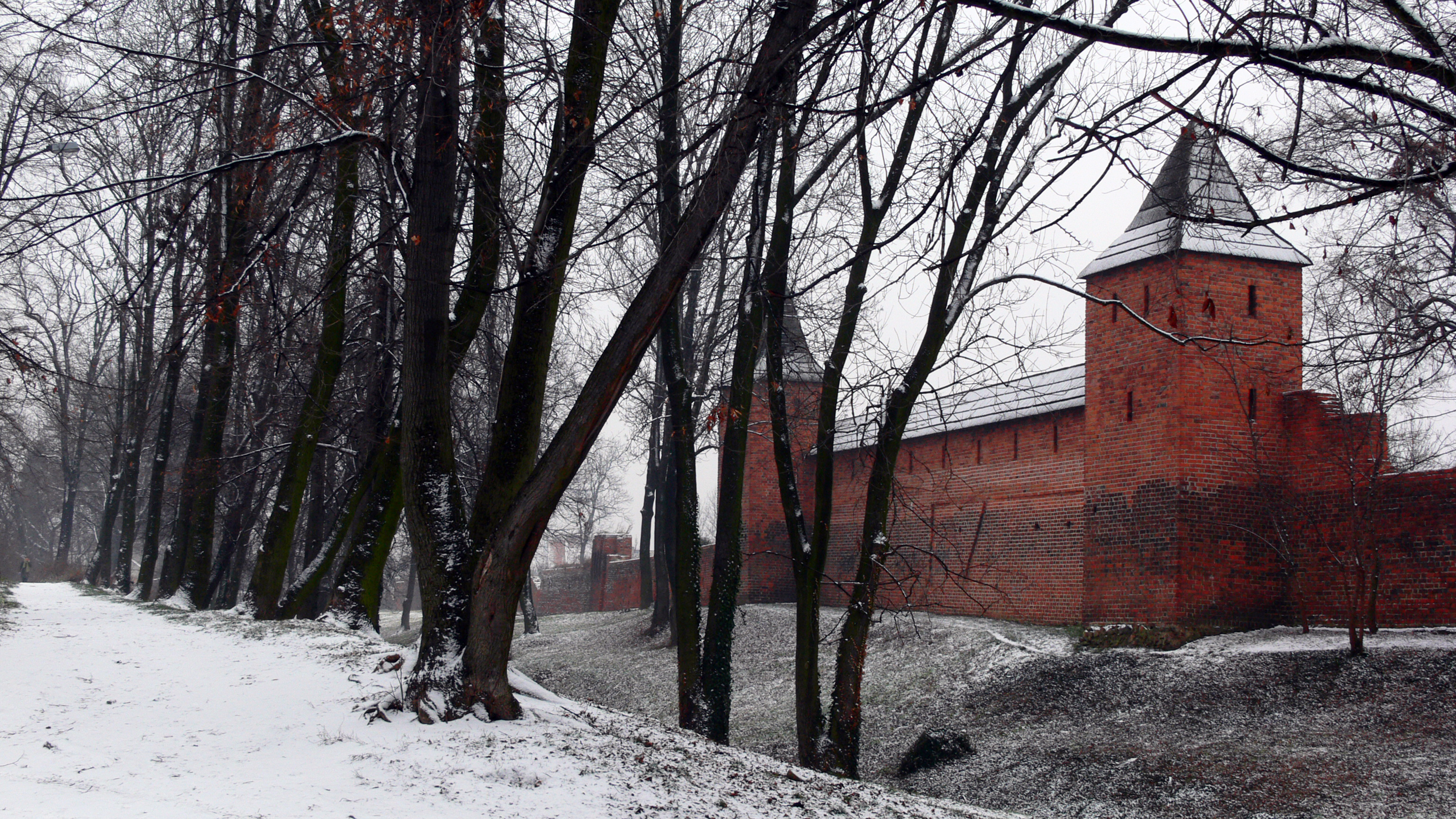
Mury miejskie i fosa (XIII–XIV w.)

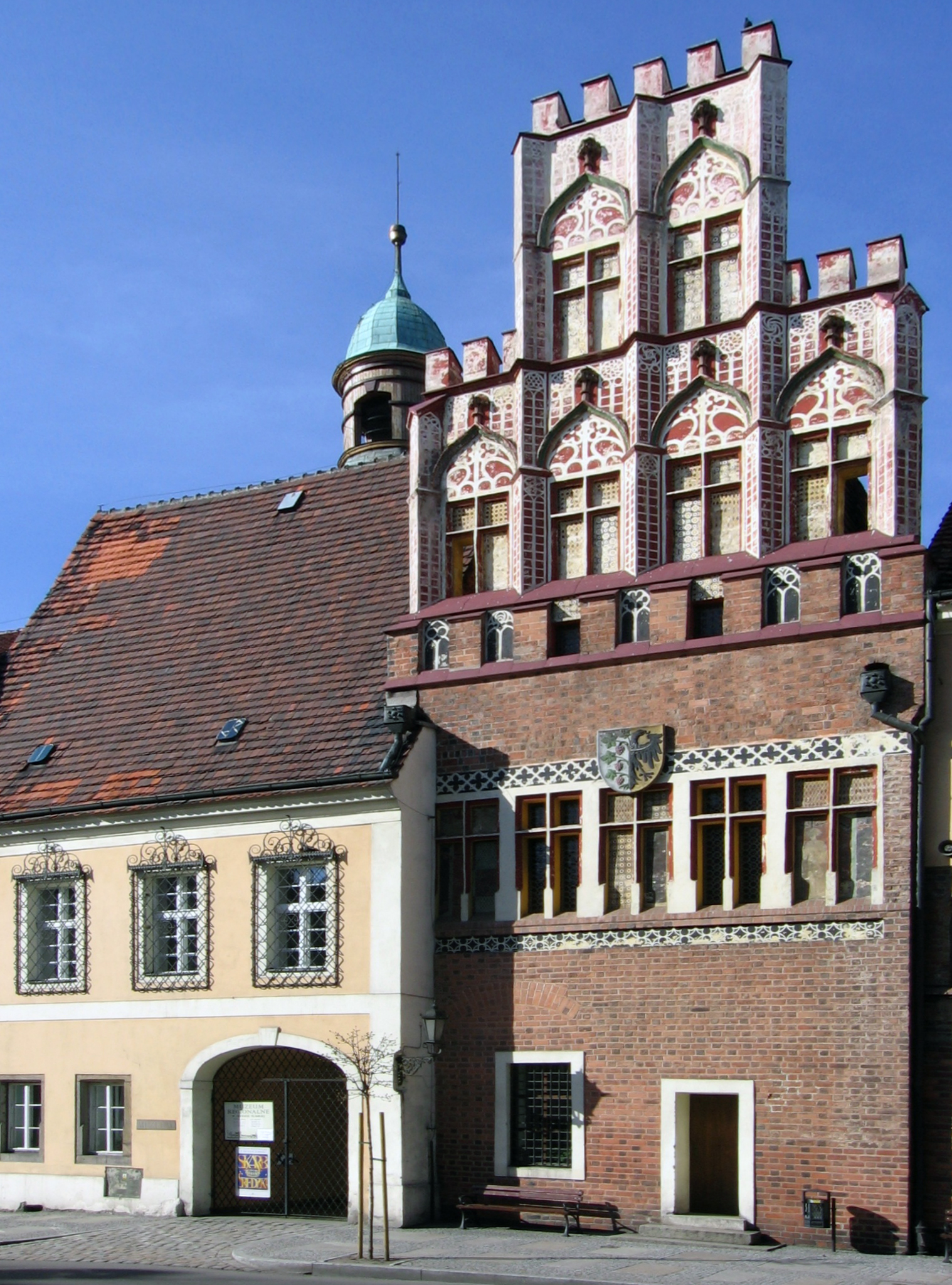
Ratusz, obecnie Muzeum Regionalne. W jego zbiorach znajduje się Skarb średzki, m.in. Korona średzka z przeł. XIII i XIV w.

Do wojewódzkiego rejestru zabytków wpisane są:
- ośrodek historyczny miasta. Układ centrum jest starszy niż kolonizacja na prawie niemieckim
- kościół par. pw. św. Andrzeja, z XIII w., 1388 r., 1670 r., 1830 r.
- cmentarz kościelny
- cmentarz parafialny z mogiłami 1971 żołnierzy radzieckich, którzy polegli podczas walk o miasto w lutym 1945
- pomnik upamiętniający egzekucję 93 więźniów obozu Dyhrenfurth rozstrzelanych na terenie rzeźni miejskiej przy ulicy Malczyckiej 1.
- dzwonnica, z pierwszej połowy XV w., przebudowana w końcu XVI w.
- ogrodzenie murowane z bramą, z XVI w.
- kościół szpitalny, obecnie pomocniczy pw. NMP, z 1220 r., przebudowany w XVII/XVIII w., 1871 r.
- zespół klasztorny franciszkanów, ul. Kościuszki 60
  - kościół, obecnie parafialny, pw. Podwyższenia Krzyża, z połowy XIV w., XIX/XX w., z lat 1933–1935
  - klasztor, obecnie dominikanów, z 1726 r., XIX/XX w.
- ruina zamku, ul. Cmentarna, z drugiej połowy XIII do XIV w.
- mury obronne, z końca XIII–XIV w.
- ratusz, obecnie muzeum, z drugiej połowy XIV w., XV w., XVI w., 1791 r., XIX/XX w.
- zespół pałacowy, z lat 1860–1870
  - pałac
  - park z aleją lipową
- poczta, ul. Kolejowa 25, z lat 1886–1888
- dom, ul. Parkowa 1, z 1898 r.

## Oświata
- Szkoła Podstawowa im. Władysława Broniewskiego
- Powiatowy Zespół Szkół Ponadgimnazjalnych nr 1 im. Mikołaja Kopernika
- Powiatowy Zespół Szkół Ponadgimnazjalnych nr 2 im. Wincentego Witosa
- Jednoroczna Policealna Szkoła Edukacji Innowacyjnej oraz LO dla Dorosłych
- Ośrodek Szkolno-Wychowawczy

## Święto Wina w Mieście Skarbów

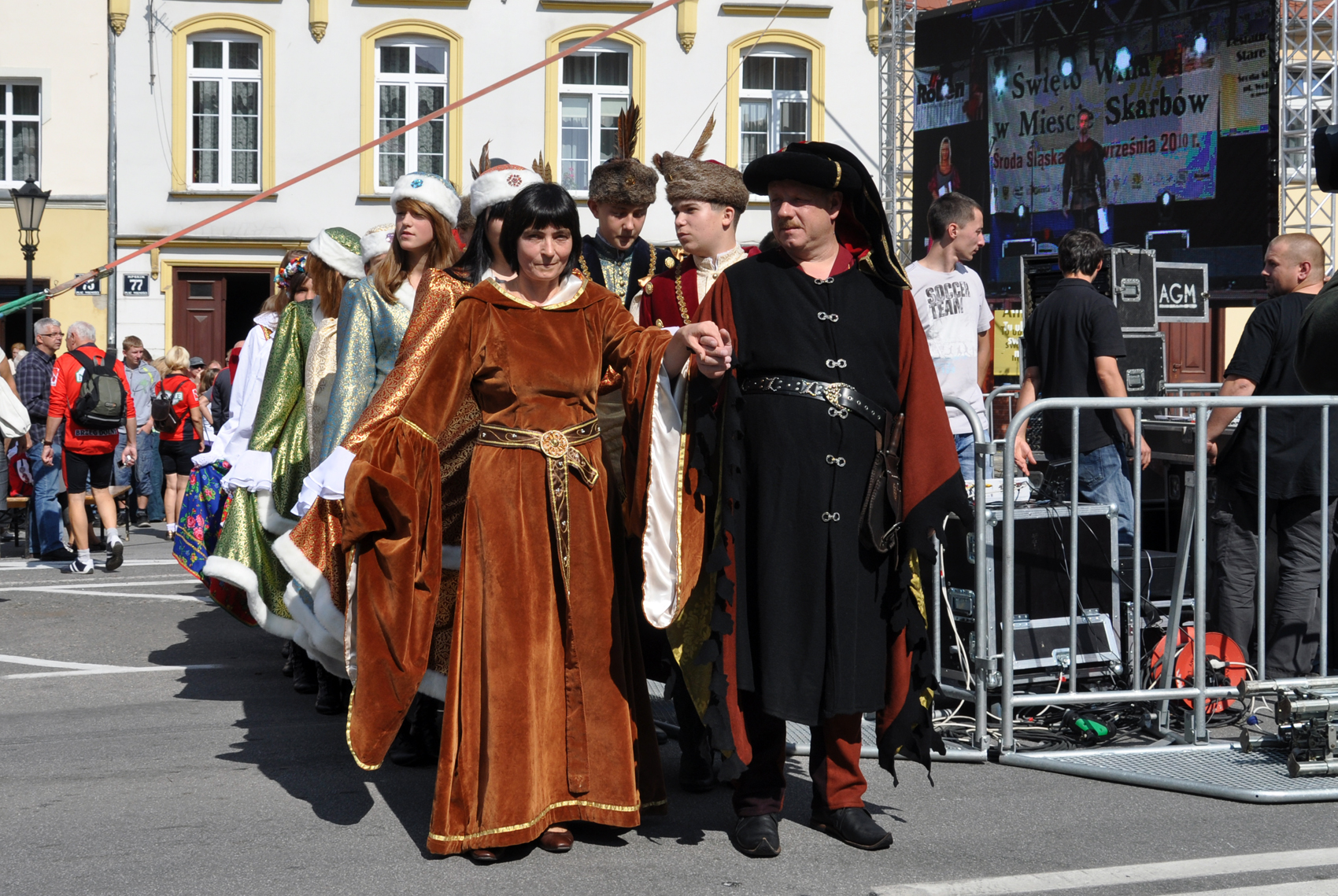
Święto Wina, 2010 r.

Od kilku lat odradzają się na nowo tradycje winiarskie w gminie. Już od czasów średniowiecza produkcja wina w Środzie Śląskiej miała istotne znaczenie dla miasta i okolic oraz okolicznych mieszkańców, co dokumentuje herb miasta, na którym widoczne są winne grona, uprawiane w okolicy.
Zapomniana przez wiele lat tradycja odżyła na nowo i od 2005 roku, w każdy drugi weekend września, organizowane jest Święto Wina w Mieście Skarbów. Święto jest imprezą dwudniową. Pierwszy dzień poświęcony jest konferencji winoroślarzy i winiarzy, mającej na celu poszerzanie wiedzy i wymianę doświadczeń w zakresie uprawy winorośli i kultury winiarskiej. Drugiego dnia organizowany jest festyn etniczno-historyczny. Istotnym punktem festynu jest jarmark o charakterze średniowiecznego targu, na którym odbywają się prezentacja win i produktów lokalnych oraz pokaz dawnej sztuki rzemieślniczej. Uroczysty charakter święta podkreślają historyczne stroje przedstawicieli władz lokalnych i uczestników festynu.

## Transport

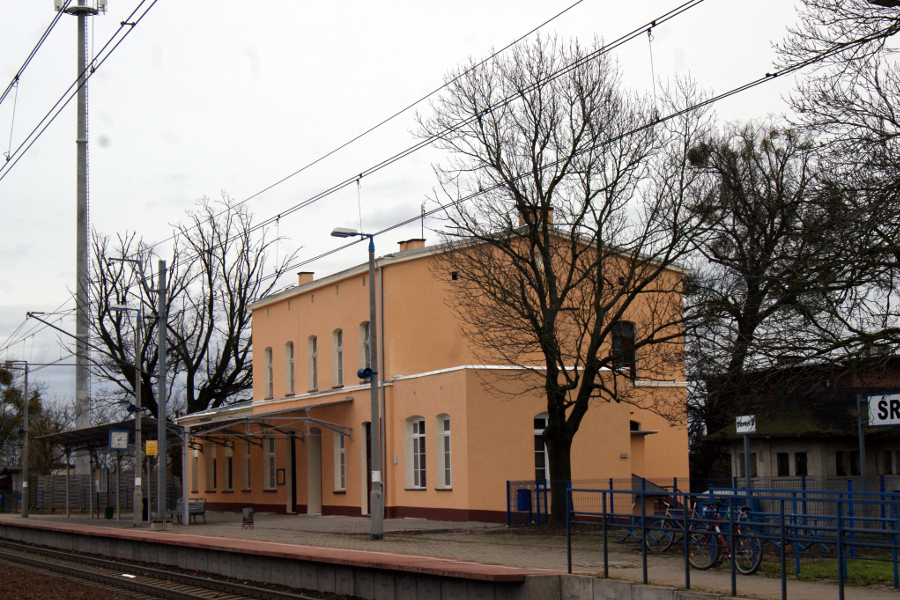
Przystanek kolejowy Środa Śląska

Obrzeżami Środy Śląskiej, po obwodnicy przebiega droga krajowa nr 94. Swój początek w mieście bierze droga wojewódzka nr 346, która pozwala na ominięcie Wrocławia w ciągu drogi 94 między Prochowicami a Oławą. Droga ta stanowi także dojazd do autostrady A4 (zjazd w Kątach Wrocławskich).
4 km od centrum miasta znajduje się przystanek kolejowy Środa Śląska, na którym zatrzymują się pociągi osobowe Kolei Dolnośląskich w kierunku Wrocławia Głównego i Węglińca.
W roku 2018 uruchomiono w mieście i okolicach Średzką Komunikację Publiczną obsługującą linie miejskie (melexami) i podmiejskie (autobusami). Połączenia z Wrocławiem umożliwiają przewoźnicy prywatni.

## Klimat (1979–2013)
Średnie miesięczne ciśnienie atmosferyczne waha się od 1014,5 hPa (IV) do 1018,8 hPa (I), największy zanotowany wzrost ciśnienia 24 hPa, największy spadek 29 hPa.
Średnia roczna prędkość wiatru wynosi 3,8 m/s. Najmniejsze średnie zachmurzenie osiąga 48% (VIII), największe 75% (XII), średnie roczne 61%.
Średnia roczna temperatura powietrza osiąga +8,9 °C. W przebiegu rocznym najchłodniejszy jest styczeń (–0,8 °C), najcieplejszy lipiec (+18,7 °C). Najwyższą maksymalną temperaturę zanotowano 10 sierpnia 1992 (+37,2 °C), najniższą temperaturę minimalną 12 stycznia 1987 (–28,9 °C).
Absolutna amplituda temperatury powietrza osiągnęła 66,1 °C. W ciągu roku występuje 45 dni gorących, czyli takich, w których maksymalna temperatura przekracza 25 °C, z czego 8 to dni upalne z temperaturą powyżej 30 °C; czasami zdarzają się w Środzie Śląskiej dni bardzo upalne, podczas których maksymalna temperatura przekracza 35 °C. Najdłuższe fale upałów nad miastem wystąpiły:
- 6–11 VIII 1992 r. (6 dni)
- 22 VII – 2 VIII 1994 r. (12 dni)
- 18–28 VII 2006 r. (11 dni)
- 25–29 VII 2008 r. (5 dni)
- 10–17 VII 2010 r. (8 dni)[16]

Najwięcej dni upalnych (z temperaturą maksymalną powyżej 30 °C) zanotowano w 1994 r. – aż 23 dni, z czego 14 w lipcu 1994.
Tzw. tropikalne noce, kiedy temperatura minimalna nie spada poniżej 20 °C, praktycznie nie zdarzają się w Środzie Śląskiej. Najwyższą minimalną temperaturę w mieście zanotowano 29 VII 2013 r. i było to 20,3 °C.
Dni mroźnych, z ujemną temperaturą maksymalną (poniżej 0 °C) jest w Środzie Śląskiej tylko 25 rocznie. Średnia roczna suma opadu wynosi 511 mm.
Największe średnie miesięczne sumy opadu 82 mm (VII), najmniejsze 24 mm (II). Notowanych jest średnio 105 dni z opadem w roku (z maksimum w lecie).
| Miesiąc                                 | Sty   | Lut   | Mar   | Kwi  | Maj  | Cze  | Lip  | Sie  | Wrz  | Paź  | Lis   | Gru   | Roczna |
| --------------------------------------- | ----- | ----- | ----- | ---- | ---- | ---- | ---- | ---- | ---- | ---- | ----- | ----- | ------ |
| Rekordy maksymalnej temperatury [°C]    | 14,9  | 18,8  | 22,0  | 30,0 | 31,6 | 34,8 | 36,8 | 37,2 | 30,2 | 26,1 | 19,3  | 15,2  | 37,2   |
| Średnie temperatury w dzień [°C]        | 2,2   | 3,5   | 8,4   | 14,4 | 19,8 | 22,4 | 24,5 | 24,4 | 19,4 | 14,1 | 7,4   | 3,5   | 13,7   |
| Średnie dobowe temperatury [°C]         | −0,9  | −0,1  | 3,8   | 8,7  | 13,9 | 16,8 | 18,7 | 18,3 | 13,9 | 9,2  | 4,0   | 0,6   | 8,9    |
| Średnie temperatury w nocy [°C]         | −4,2  | −3,6  | −0,3  | 3,1  | 7,7  | 11,2 | 12,9 | 12,4 | 8,9  | 4,7  | 0,7   | −2,4  | 4,3    |
| Rekordy minimalnej temperatury [°C]     | −28,9 | −25,7 | −16,5 | −6,4 | −2,6 | 1,5  | 5,4  | 4,3  | 0,3  | −7,5 | −15,7 | −22,9 | −28,9  |
| Opady [mm]                              | 27    | 24    | 32    | 31   | 52   | 63   | 82   | 62   | 45   | 29   | 32    | 31    | 511    |
| Średnia liczba dni z opadami            | 8     | 8     | 8     | 7    | 10   | 11   | 11   | 9    | 9    | 7    | 8     | 9     | 105    |
| Źródło: Na podstawie 35-lecia 1979–2013 |       |       |       |      |      |      |      |      |      |      |       |       |        |

## Demografia
Piramida wieku mieszkańców Środy Śląskiej w 2014 roku.

## Gospodarka
W podstrefie Legnickiej Specjalnej Strefy Ekonomicznej znalazło swoje siedziby kilka przedsiębiorstw branż motoryzacyjnej (automotive) oraz logistycznej.
Obecnie (stan na 27.02.2017 r.) w LSSE (podstrefa Środa Śl.) działają:
- Rotom Polska Sp. z o.o.[20][21]
- Voestalpine Rotec Sp. z o.o.
- Cropu Polska Sp. z o.o.
- HMT Heldener Metalltechnik Polska Sp. z o.o. & Co. Sp.K.
- Schürholz Polska Sp. z o.o.
- Fiuka Polska Sp. z o.o.
- VIA Technika Obróbki Powierzchniowej Sp. z o.o.
- Industrial Brush Manufacturers Sp. z o.o.
- Vorwerk Dichtungssysteme Polska Sp. z o.o.
- Schweiker Sp. z o.o.
- RENTARS Sp. z o.o.
- Vibracoustic Polska sp. z o.o.

## Współpraca międzynarodowa
Gminą partnerską dla Środy Śląskiej jest od 2001 roku gmina Saterland w Niemczech.
Umowę partnerską zawarto na bazie zapoczątkowanych wcześniej, intensywnych kontaktów szkolnych oraz prowadzonych regularnie 2 razy w roku (październik w Polsce, maj – w Niemczech), od 1997 roku do dziś wymian młodzieży z obydwu gmin. Ponadto gmina, jak też szkoły uczestniczą w wielu wspólnych projektach UE. Nawiązana została współpraca i jest ona wciąż rozwijana i poszerzana pomiędzy wieloma stowarzyszeniami w obydwu gminach. Bardzo intensywnie prowadzona jest współpraca pomiędzy strażami pożarnymi: OSP Bukówek oraz Ramsloh. Prężnie rozwijają się kontakty pomiędzy szkołami, organizacjami PCK oraz DRK. Także koła Gospodyń wiejskich od lat prowadzą ożywioną współpracę z organizacją Landfrauen Saterland.
W 2007 roku gmina Środa Śląska za współpracę partnerską z Saterlandem otrzymała wyróżnienie i Nagrodę Komisji Środowiska, Rolnictwa oraz Spraw Lokalnych Zgromadzenia Parlamentarnego Rady Europy „Dyplom Europy” za osiągnięcia na wielu płaszczyznach w dziedzinie współpracy pomiędzy gminami.
W 2011 przyznano Gminie Środa Śląska, a także inicjatorom: Peterowi Zieglerowi i Sławomirowi Siwerskiemu Dyplomu Uznania za osiągnięcia w dziedzinie współpracy pomiędzy Gminami Saterland i Środa Śląska z okazji XX-lecia powstania Polsko-Niemieckiej Współpracy Młodzieży w Poczdamie i Warszawie.
W dniu 8 czerwca 2012 roku gmina podpisała kolejną umowę partnerską z gminą położoną w Czechach – Štěpánov.
Podczas Święta Wina w dniu 7 września 2012 roku, po podpisaniu umowy do grona gmin partnerskich dołączyła jeszcze Kamionka Buska, leżąca na Ukrainie.

## Wspólnoty wyznaniowe
- Kościół Boży w Polsce:

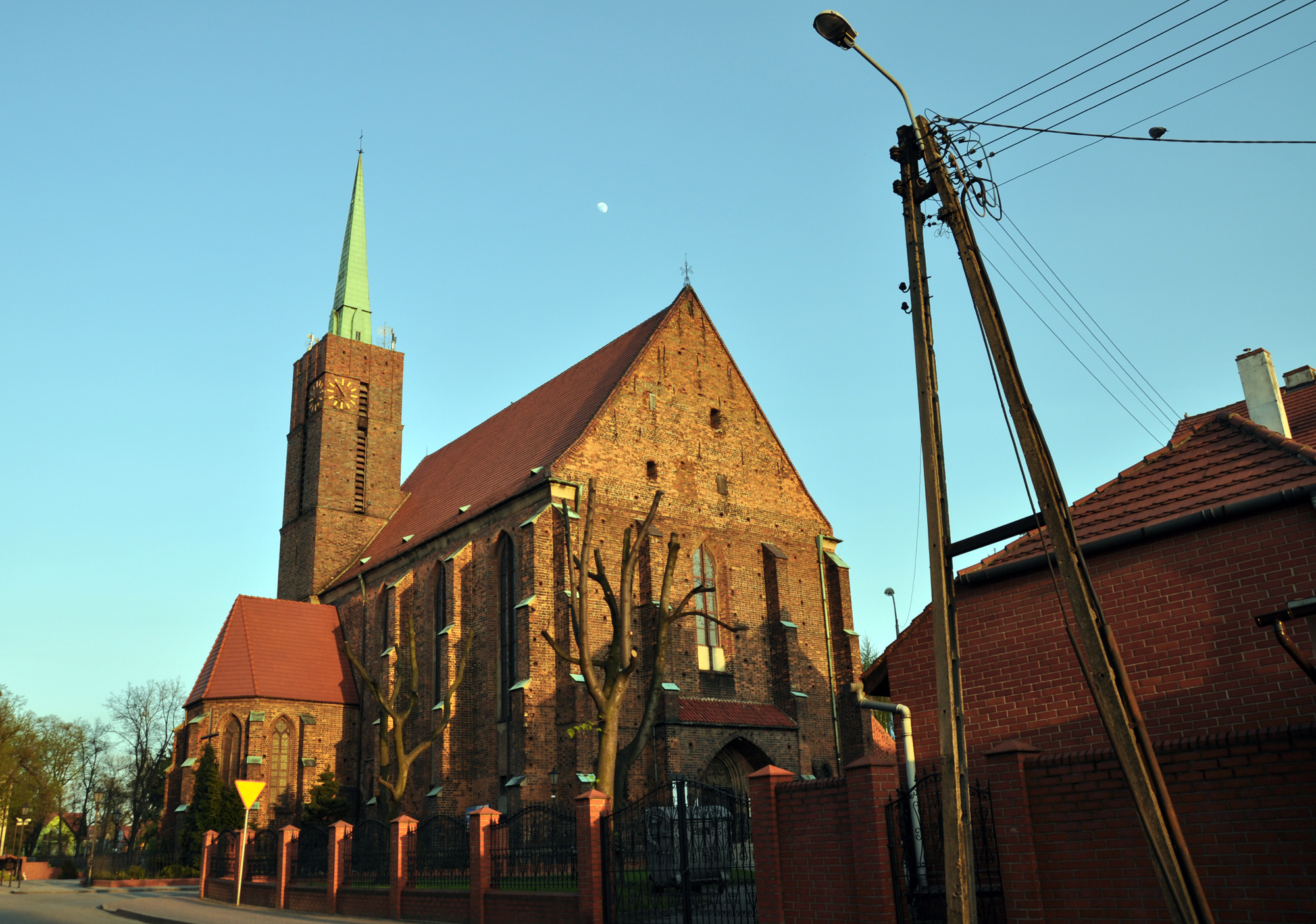
Kościół pw. św. Podwyższenia Krzyża (XIV w., XIX/XX w., 1933–1935)

  - Kościół Boży „Wspólnota Nowe Życie”[24]
- Kościół greckokatolicki:
  - parafia św. Andrzeja Apostoła[25]
- Kościół rzymskokatolicki (dekanat Środa Śląska):
  - parafia Podwyższenia Krzyża Świętego[26]
  - parafia św. Andrzeja Apostoła[27]
- Kościół Zielonoświątkowy:
  - zbór w Środzie Śląskiej[28]
- Świadkowie Jehowy:
  - zbór Środa Śląska (Sala Królestwa ul. Malczycka 1)[29][30].